# Regeringen Bondevik I
Regeringen Bondevik I («sentrumsregjeringen») var en norsk regering ledd av statsminister Kjell Magne Bondevik. Det var en koalitionsregering mellan Kristelig Folkeparti, Senterpartiet och Venstre. Den tillträdde 17 oktober 1997. Den avgick den 17 mars 2000 efter att stortinget mot regeringens vilja röstade ja till ett förslag som innebar att det kunde byggas ett gaskraftverk på Kårstø. Regeringen efterträddes av Regeringen Stoltenberg I.